# Пильо
Пильо (итал. Piglio) — коммуна в Италии, располагается в регионе Лацио, подчиняется административному центру Фрозиноне.
Население составляет 4639 человек, плотность населения составляет 133 чел./км². Занимает площадь 35 км². Почтовый индекс — 03010. Телефонный код — 0775.
Покровителем коммуны почитается святой Лаврентий, празднование 10 августа.